# Bundesstrasse 195
Bundesstrasse 195 är en 123 kilometer lång förbundsväg i norra Tyskland. Vägen börjar i Zarrentin i Mecklenburg-Vorpommern och går till Wittenberge i förbundslandet Brandenburg.